# Гомоку
Гомоку — настольная логическая игра для двух игроков. На квадратной доске размером 19×19 (в традиционном варианте) или 15×15 (в современном спортивном варианте) пунктов игроки поочерёдно выставляют камни двух цветов. Выигрывает тот, кто первым построит непрерывный ряд из пяти камней своего цвета по вертикали, горизонтали или диагонали. Имеет множество вариантов, различающихся отдельными деталями правил. Считается, что игра была изобретена в Китае более двух тысяч лет назад. Современное название происходит от японского слова гомокунарабэ («пять камней в ряд»). Является предком рэндзю. В настоящее время игра известна во всём мире, по ней проводятся спортивные соревнования.

## Основные правила
- Игра ведётся на квадратном поле («доске»), расчерченном вертикальными и горизонтальными линиями. Пересечения линий называются «пунктами». Наиболее распространённым является поле размером 15×15 линий.
- Играют две стороны — «чёрные» и «белые». Каждая сторона использует фишки («камни») своего цвета.
- Каждым ходом игрок выставляет камень своего цвета в один из свободных пунктов доски. Первый ход делают чёрные в центральный пункт доски. Далее ходы делаются по очереди.
- Цель игры — первым построить камнями своего цвета непрерывный ряд из пяти камней в горизонтальном, вертикальном или диагональном направлении.
- Если доска заполнена и ни один из игроков не построил ряд из пяти камней, может быть объявлена ничья.
- В большинстве вариантов правил существуют те или иные дополнительные ограничения для одного или обоих игроков. Так, практически во всех вариантах построение ряда из более чем пяти камней («длинного ряда») либо запрещено, либо не приносит победы. Подробнее варианты правил описаны ниже.

## История
Считается, что игра была создана в Китае и ей не менее двух тысяч лет. Около VII века она была занесена в Японию. Современное название происходит от японского слова гомокунарабэ, что означает «пять штук в ряд». Изначально в неё играли на поле для го (19×19) безо всяких ограничений; сейчас этот вариант игры известен под названием «гомоку без ограничений» (англ. freestyle gomoku). Позже было добавлено правило запрета выигрыша с помощью «длинного ряда», и именно эта игра сейчас имеет название «гомоку». В 1899 году Тенрю Кобаяси предложил для игры новое название «рэндзю» («нитка жемчуга»).
В конце XIX века японские профессионалы пришли к выводу, что в «свободном» варианте гомоку игрок, делающий ход первым (чёрные), имеет преимущество, при оптимальной игре достаточное для победы. Это было строго доказано столетием позже, в 1994 году Виктором Аллисом. Но ещё в конце XIX века Японская ассоциация профессионального рэндзю уменьшила размер доски до 15×15 и ввела «фолы» — ограничения на некоторые ходы чёрных. В 1903 году чёрным было запрещено построение вилок 3×3, в 1936 году по предложению Рокусана Такаки были также запрещены вилки 4х4 и построение длинного ряда (белые могут строить длинный ряд, но победы он не приносит). Именно эти правила считаются сейчас правилами «классического рэндзю». Они более 50 лет оставались неизменными, но к концу XX века стало ясно, что и они не могут полностью скомпенсировать преимущества первого игрока, что было формально доказано в 2001 году Вагнером и Вирагом. В 1998 году Международная федерация рэндзю (RIF) ввела дебютные регламенты для первых пяти ходов, и в 2003 году расширила их.
Также в 1980-е годы были предприняты попытки модификации гомоку без применения фолов. В 1981 году японскими профессионалами рэндзю Г. Сакатой и В. Икавой было показано, что в игре на поле 15×15 без фолов с выигрышем при построении ряда из ровно пяти камней при оптимальной игре всегда побеждает первый игрок.
Принятые позже международные правила гомоку используют доску 15х15 и дебютный регламент с возможностью обмена сторонами: после третьего хода в партии второй игрок (играющий белыми) имеет право либо продолжить игру своими камнями, либо обменяться цветами с противником. Существуют альтернативные разновидности дебютных регламентов.
Радикальный вариант решения проблемы уравнивания шансов был предложен в созданной на рубеже XX—XXI веков игре Connect6: здесь игроки на каждом ходу выставляют на доску не один, а два камня подряд, и лишь первый ход чёрных делается одним камнем. Выигрывает построивший ряд из шести или более камней. Никаких искусственных ограничений на ходы, подобных фолам или регламентированным началам, нет. На данный момент эта игра ещё очень молода и недостаточно изучена, но пока нет оснований считать, что какая-то из сторон в ней изначально имеет преимущество.

## Разновидности правил
Существует множество вариантов правил, призванных скомпенсировать преимущество первого игрока, и, соответственно, множество названий для получившихся новых игр.
В России известны и используются следующие варианты игры:
- Пять в ряд. Игра идёт на бесконечном поле, либо на листе бумаги в клетку, либо на гобане. Фолов нет. Построение длинного ряда (6 и более фигур подряд) приносит победу.
- Гомоку. Играется на доске 15×15, реже 19×19. Фолов нет. Построение длинного ряда не запрещено, но и победой не является.
- Гомоку с общим центральным камнем. Игра по правилам гомоку на доске 15×15, но первый камень (центральный) считается чёрным при ходе чёрных, и белым — при ходе белых. Правила игры симметричные. Автор — К. Коцев (Болгария). В России игра распространения не получила[5].
- Трёхмерное гомоку. Игра ведётся по правилам гомоку, но не в плоскости, а в трёхмерном пространстве. Цель — построение «пятёрки» по диагонали, горизонтали или вертикали в плоскости и в пространстве. Игра распространения пока не получила[5].

- Один из вариантов игры подразумевает надевание на расположенные квадратом вертикальные спицы фишек с отверстием. Соответственно появляется дополнительное правило: заполнение третьего измерения (спицы) происходит не в произвольном порядке, а строго снизу вверх.

- Гомокунарабэ. Игра на доске 15×15. Цель — построение «пятёрки». Ни одному из соперников нельзя делать вилку 3×3; каждому игроку даётся по 35 камней; если чёрные, использовав все свои камни, не построили «пятёрки», то считается, что они проиграли. Игра очень популярна в Японии как средство проведения досуга[5].
- Международное гомоку. Играется по правилам гомоку на доске 15×15 со следующим дебютным регламентом: первый ход в центр доски, второй и третий — куда угодно, после третьего хода (чёрных) второй игрок (играющий белыми) имеет право сменить цвет[источник не указан 4351 день].
- Рэндзю с центральным запретным квадратом, или свободное рэндзю — игра по правилам гомоку (фолов нет, длинный ряд не приносит победы) на доске размером 15×15 линий. Дополнительное правило: второй ход чёрных (третий ход в партии) должен быть сделан за пределами центрального квадрата 5×5.
- Пенте. Пять в ряд на доске 19×19. Игра начинается с центра доски. Первым ходит игрок, ставящий белые камни. Ряд из двух камней, закрытый с двух сторон камнями противника, становится «добычей» и снимается с доски. Второй ход чёрных делается за пределы центрального квадрата 5×5. Выигрывает тот, кто первым построил ряд из 5 или более камней, либо первым захватил 5 добыч. Пенте — упрощённый вариант японской игры нинуки-рэндзю, распространённой в Японии в первой половине XX века.
- Керио-пента. Игра на доске 19×19. Белые ходят первыми. Игроки ходят по очереди в любое место доски. Ряд из двух или трёх камней, закрытый с двух сторон камнями противника, становится «добычей» и снимается с доски. Для выигрыша необходимо построить ряд из 5 или более камней, либо набрать 15 «добыч».
- Каро́. Вьетнамский вариант игры, известный также под названием «Гомоку+». Игра по правилам гомоку на доске 15×15 с единственным ограничением: победная пятёрка камней должна быть не заблокирована с обоих концов[6].
- Рэндзю. Игра на доске 15×15 с запретом для чёрных строить длинный ряд (является проигрышем для чёрных), а также строить вилки 3×3, 4×4 и любые производные от них (вилки 3×3, которые не приводят к победе, то есть вынуждают чёрных совершить в одной из веток запрещённый ход, являются разрешёнными). Оговариваются в виде дебютного регламента также и правила постановки первых пяти ходов.
- Connect6. Игра на доске 19×19. Черные ходят первыми, выставляя камень в центр доски. Затем игроки ходят по очереди в любое место доски ставя сразу по 2 камня своего цвета. Выигрывает игрок, поставивший первый 6 своих камне в ряд.
- Своп (от англ. swap: менять, обмен — означает возможный обмен цветом камней между игроками в начале игры). Вариант гомоку на поле 15×15, отличающийся только дебютной стадией. В начале игры первый игрок ставит на доску 2 чёрных и 1 белый камень (без ограничений по установке). После этого второй игрок выбирает, каким цветом он будет играть и либо делает следующий ход белым камнем, либо отдаёт белые камни первому игроку.
- Своп-два (от англ. swap — менять, 2 — две возможности смены). Вариант гомоку на поле 15×15, отличающийся только дебютной стадией. Употребляется в чемпионатах мира с 2009 года и в других, менее значимых соревнованиях. В начале игры первый игрок ставит на доску 2 чёрных и 1 белый камень (без ограничений по установке). После этого второй игрок имеет три возможности:
  - выбрать чёрный цвет, то есть без постановки камней передать очередь хода первому;
  - выбрать белый цвет, то есть поставить белый камень и передать очередь хода;
  - или же поставить два камня, чёрный и белый, предоставив право окончательного выбора цвета первому игроку.

Своп-два (Swap-2) является основным дебютным регламентом, по которому проводятся все спортивные национальные и международные чемпионаты.

## Гомоку в России
В России игра гомоку традиционно известна под названиями «Крестики-нолики» и «Пять в ряд».
В «Толковом словаре живого великорусского языка» В. Даля 1861 года издания упоминается игра в «Херики-Оники», правда, неизвестно, имелась ли в виду игра на доске 3×3 (rрестики-нолики), или доске большего размера (uомоку).
С 2016 года гомоку как дисциплина регулярно представляется на фестивалях, проходящих в Москве: «Larix» в январе и «Hinode» в апреле.

## Гомоку в мире
В 2007 году Международная федерация рэндзю (RIF) учредил в своей структуре комитет гомоку (Gomoku Commission) целью которого является определение стратегий развития данной игры в мире.
Председатели комитета:
- 2007 по 2011 год — Ants Soosõrv (Эстония);
- 2011 - 2018 — Attila Demján (Венгрия);
- C 2018 года — Кацев Илья (Россия).

Действующие члены комитета: 
- Александр Богатырев (Россия);
- Łukasz Majksner (Польша);
- Madli Mirme (Эстония);
- Pavel Laube (Чехия);
- Piotr Małowiejski (Польша);
- Štěpán Tesařík (Чехия);
- Zoltán László (Венгрия);

Почетные члены комитета:
- Attila Demján (Венгрия)

## Турниры
По гомоку так же, как и по рэндзю регулярно проводятся российские и международные турниры. В СССР, а затем и в России чемпионаты на личное первенство проводятся с 1984 года, командные — с 1985.
С 2013 года в России регулярно проводятся турниры в Москве, Санкт-Петербурге и Тюмени. Средняя продолжительность турниров 2-3 дня, в связи с чем даты проведения длительных турниров преимущественно совпадают с несколькими идущими подряд праздничными днями, в соответствии с производственным календарём Российской Федерации.
В Москве турниры проводятся в январе и феврале-марте. В Санкт-Петербурге в январе и мае. В Тюмени в ноябре и марте-апреле. Чемпиона России определяют ежегодно на турнире в июне, проводящемся в одном из указанных городов.
Чемпионаты России по гомоку регулярно проводились с 2014 по 2019 годы. Их призёрами становились:
| Год  | Место проведения | 1 место         | 2 место         | 3 место                      |
| ---- | ---------------- | --------------- | --------------- | ---------------------------- |
| 2014 | Санкт-Петербург  | Илья Муратов    | Михаил Кожин    | Андрей Литвиненко            |
| 2015 | Москва           | Илья Муратов    | Юрий Таранников | Денис Качаев                 |
| 2016 | Санкт-Петербург  | Юрий Таранников | Денис Качаев    | Илья Муратов                 |
| 2017 | Москва           | Эдвард Ризванов | Юрий Таранников | Денис Качаев                 |
| 2018 | Москва           | Денис Осипов    | Илья Муратов    | Денис Качаев                 |
| 2019 | Москва           | Илья Муратов    | Алексей Лебедев | Никонов, Константин Игоревич |

После начала пандемии COVID-19 и в последующие годы турнир не проводился.
Розыгрыш Кубка Росси по гомоку регулярно проводился с 2014 по 2021 год (кроме 2020).
Обладатели Кубка России по гомоку:
| Год  | Место проведения | 1 место             | 2 место            | 3 место         |
| ---- | ---------------- | ------------------- | ------------------ | --------------- |
| 2014 | Санкт-Петербург  | Илья Муратов        | Валерий Кондратьев | Михаил Кожин    |
| 2015 | Санкт-Петербург  | Денис Качаев        | Михаил Ломакин     | Денис Осипов    |
| 2016 | Санкт-Петербург  | Александр Богатырёв | Денис Качаев       | Виктор Балабай  |
| 2017 | Санкт-Петербург  | Денис Качаев        | Илья Кацев         | Алексей Лебедев |
| 2018 | Санкт-Петербург  | Денис Осипов        | Денис Качаев       | Алексей Лебедев |
| 2019 | Санкт-Петербург  | Илья Кацев          | Денис Качаев       | Михаил Ломакин  |
| 2021 | Санкт-Петербург  | Михаил Кожин        | Денис Качаев       | Виктор Балабай  |

После начала пандемии COVID-19 и в последующие годы турнир проводился только один раз в 2021 году.

## Личные чемпионаты мира и чемпионы мира
Очные чемпионаты мира поначалу проводились под эгидой RIF параллельно с чемпионатами по рэндзю, но из-за объективных проблем с составом турнира и дебютной разбалансированностью игры перестали проводиться. В последние годы с появлением дебютного регламента swap2 чемпионаты мира по гомоку вновь проводятся параллельно с чемпионатами мира по рэндзю.
Итоги состоявшихся чемпионатов мира по гомоку в таблице ниже.
| Год  | Место проведения турнира | Чемпион                  | 2 место                   | 3 место                  |
| ---- | ------------------------ | ------------------------ | ------------------------- | ------------------------ |
| 1989 | Киото, Япония            | Сергей Чернов, СССР      | Юрий Таранников, СССР     | Hirouji Sakamoto, Япония |
| 1991 | Москва, СССР             | Юрий Таранников, СССР    | Андо Меритее, Эстония     | Сергей Чернов, СССР      |
| 2009 | Пардубице, Чехия         | Артур Тамёла, Польша     | Аттила Демьян, Венгрия    | Павел Лаубе, Чехия       |
| 2011 | Хускварна, Швеция        | Аттила Демьян, Венгрия   | Артур Тамёла, Польша      | Михаил Жуковски, Польша  |
| 2013 | Таллин, Эстония          | Аттила Демьян, Венгрия   | Павел Лаубе, Чехия        | Михаил Кожин, Россия     |
| 2015 | Суздаль, Россия          | Рудольф Дупский, Венгрия | Герго Тот, Венгрия        | Михаил Кожин, Россия     |
| 2017 | Прага, Чехия             | Золтан Ласло, Венгрия    | Рудольф Дупский, Венгрия  | Денис Осипов, Россия     |
| 2019 | Таллин, Эстония          | Мартин Музыка, Чехия     | Олег Булатовский, Украина | Михаил Жуковски, Польша  |
| 2023 | Будапешт, Венгрия        | Павел Лаубе , Чехия      | Адриан Фитзерман, Польша  | Мартин Музыка, Чехия     |
| 2025 | Брно, Чехия              | Павел Лаубе , Чехия      | Мартин Музыка, Чехия      | Адриан Фитзерман, Польша |

| Год  | Название турнира           | Место проведения турнира | Чемпион           | 2 место | 3 место |
| ---- | -------------------------- | ------------------------ | ----------------- | ------- | ------- |
| 2014 | Командный чемпионат Европы | Прага, Чехия             | Венгрия + Украина | Россия  | Чехия   |
| 2016 | Командный чемпионат Мира   | Таллин, Эстония          | Польша            | Чехия   | Тайвань |
| 2018 | Командный чемпионат Мира   | Плоцк, Польша            | Россия            | Венгрия | Польша  |

После начала пандемии COVID-19 и в последующие годы турнир не проводился. В 2024 году было предварительно согласовано проведение турнира в Китае одновременно с соответствующим турниром по Рэндзю, но турнир не состоялся по различным причинам.

## Компьютерные программы для игры в гомоку
Из-за простоты правил гомоку существует большое количество программ для игры против компьютера (искусственного интеллекта).
С 2000 года традиционно в апреле проводятся соревнования Gomocup среди различных программ для игры, которые стали достаточно конкурентоспособными, чтобы играть на равных с человеком, только в 2010 году. Общее количество программ, принимающих участие в данном соревновании, порядка пятидесяти, и также десятки их различных версий, меняющихся с каждым годом.  Турнир проводится при поддержке Tech Center of Lightspeed & Quantum Studios, Tencent
Победители Gomocup с 2010 года:
| Год  | Название программы победителя | Автор программы | Страна происхождения |
| ---- | ----------------------------- | --------------- | -------------------- |
| 2010 | GORO2010                      | Виктор Барыкин  | Россия               |
| 2011 | TITO2010                      | Андрей Токарев  | Венгрия              |
| 2012 | YIXIN2012                     | Сунь Кай        | Китай                |
| 2013 | YIXIN2013                     | Сунь Кай        | Китай                |
| 2014 | YIXIN2014                     | Сунь Кай        | Китай                |
| 2015 | YIXIN2015                     | Сунь Кай        | Китай                |
| 2016 | YIXIN2016                     | Сунь Кай        | Китай                |
| 2017 | YIXIN2017                     | Сунь Кай        | Китай                |
| 2018 | YIXIN2018                     | Сунь Кай        | Китай                |
| 2019 | EMBRYO19.F                    | Мира Фонтан     | Чехия                |
| 2020 | EMBRYO20.F                    | Мира Фонтан     | Чехия                |
| 2021 | EMBRYO21.F                    | Мира Фонтан     | Чехия                |
| 2022 | RAPFI22                       | Haobin Duan     | Китай                |
| 2023 | RAPFI23                       | Haobin Duan     | Китай                |
| 2024 | RAPFI24                       | Haobin Duan     | Китай                |
| 2025 | RAPFI25                       | Haobin Duan     | Китай                |

Также следует отметить программы, из участвовавших в Gomocup, способных составить конкуренцию сильным игрокам гомоку, такие как Renjusolver автора Вэнь Сяндун (Китай), Goro автора Виктор Барыкин (Россия), Tito автора Андрей Токарев (Венгрия), Slowrenju автора Хао Тяньи (Китай), Hewer автора Томаш Кубеш (Чехия), BARBAKAN автора Janos Wolosz (Венгрия), ALPHAGOMOKU (MK) автора Maciej Kozarzewski (Польша).
Из не принимавших участие в соревнованиях Gomocup, но являющейся сильнейшей программой в настоящий момент необходимо отметить Katagomo, использующей ресурсы графического процессора и построенной на архитектуре AlphaZero.
Полноценные официальные матчи гомоку в формате «человек против искусственного интеллекта» до 2017 года не проводились, за исключением неофициального турнира 3 программ против 3 лучших чешских игроков в 2006 (без дебютного регламента, результат 1.5-1.5), 4 программ против 4 чешских игроков в 2011(дебюты выбраны заранее, 5-3 в пользу программ), и матча, состоявшегося 9 мая 2016 года по окончании розыгрыша Кубка России по гомоку 2016 года с полноценным дебютным регламентом Своп-два (Swap-2). По предварительной договорённости с автором сильнейшей программы 2016 года Сунь Кай победитель данного турнира должен был сыграть матч против программы Yixin. Матч из 2 партий в присутствии судей и прямой трансляцией в сети Интернет с временным контролем 60 сек+45 сек на каждый ход Yixin против Александра Богатырёва закончился со счётом 1-1. В 2017 Yixin последовательно выиграла у Константина Никонова 3:0 и Павла Макарова 1:0 во время проведения Чемпионата России по гомоку в Москве, и Рудольфа Дупски 2:0 в преддверии Чемпионата мира по гомоку в Праге.